# Maritimisation
La maritimisation est, en économie, le processus marqué par l'augmentation et la concentration des échanges par voie maritime.
Il ne faut pas confondre ce processus avec la littoralisation, qui désigne la migration des populations vers les littoraux, associée au processus de maritimisation.

## Caractéristiques
Les pays les plus touchés par la maritimisation de l'économie sont ceux d'Asie du Sud-Est, en particulier la Chine, le Japon, Hong Kong et Singapour.
On peut constater que l'un des inconvénients majeurs de ce processus est le renforcement des inégalités à l'intérieur des pays. Ainsi, la Chine souffre d'un véritable fossé de développement entre la côte et l'intérieur.
« En Europe, les régions littorales sont le siège d’une activité économique importante (40 % du PIB européen). Elles dépendent à la fois directement et indirectement de l’économie maritime, et connaissent une croissance plus rapide que la moyenne de l’économie européenne ».
La maritimisation a un lien étroit avec la littoralisation.
À la fin du XXe siècle, dans le contexte d'une maritimisation croissante des économies, l'approche écosystémique prend plus d'importance, les chercheurs (avec notamment les études de l'UICN) se penchant sur la définition et l'évaluation des services écosystémiques fournis par les écosystèmes marins et côtiers. Selon Costanza et al. (1997), 63 % de la valeur mondiale totale des services d’écosystème est apportée par les écosystèmes marins (20.9 milliards de dollars/an).